# Jan Kapri
Jan Kapri von Merecey (ur. 26 stycznia 1845 w Teodorești, zm. 17 marca 1896 w Czerniowcach) – poseł do Sejmu Krajowego Galicji V i VI kadencji (1881–1893), właściciel dóbr koło Śniatyna.

## Życiorys
Ukończył studia na wydziale prawa Uniwersytetu w Wiedniu i rolniczym w Altenbergu. W 1887 roku został prezesem Rady Powiatowej w Śniatynie. W 1881 roku wybrany do Sejmu Krajowego z I kurii, z okręgu wyborczego Kołomyja.  W kwietniu 1892 roku został wybrany do sejmu bukowińskiego z okręgu gmin wiejskich Stanowce wybrany jako  kandydat Koła polskiego, ale jego wybór został unieważniony we wrześniu tego roku pod zarzutem nie posiadania przez niego ani czynnego, ani biernego prawa wyborczego. W kwietniu 1892 roku sprzedał Chlebiczyn i przeniósł się do Czerniowic. Złożył mandat Sejmu Krajowego w listopadzie 1893 roku, na jego miejsce 20 grudnia 1893 obrano Mikołaja Krzysztofowicza.
Był prezesem Czytelni polskiej w Czerniowicach, oraz powstałego w 1890 roku Koła polskiego na Bukowinie.
Pochowany na cmentarzu w Czerniowcach w grobie rodziny Kochanowskich, wraz z matką Antonią i synem Ignacym. Antoni Kochanowski był jego ojczymem.